# Canal (ingeniería)

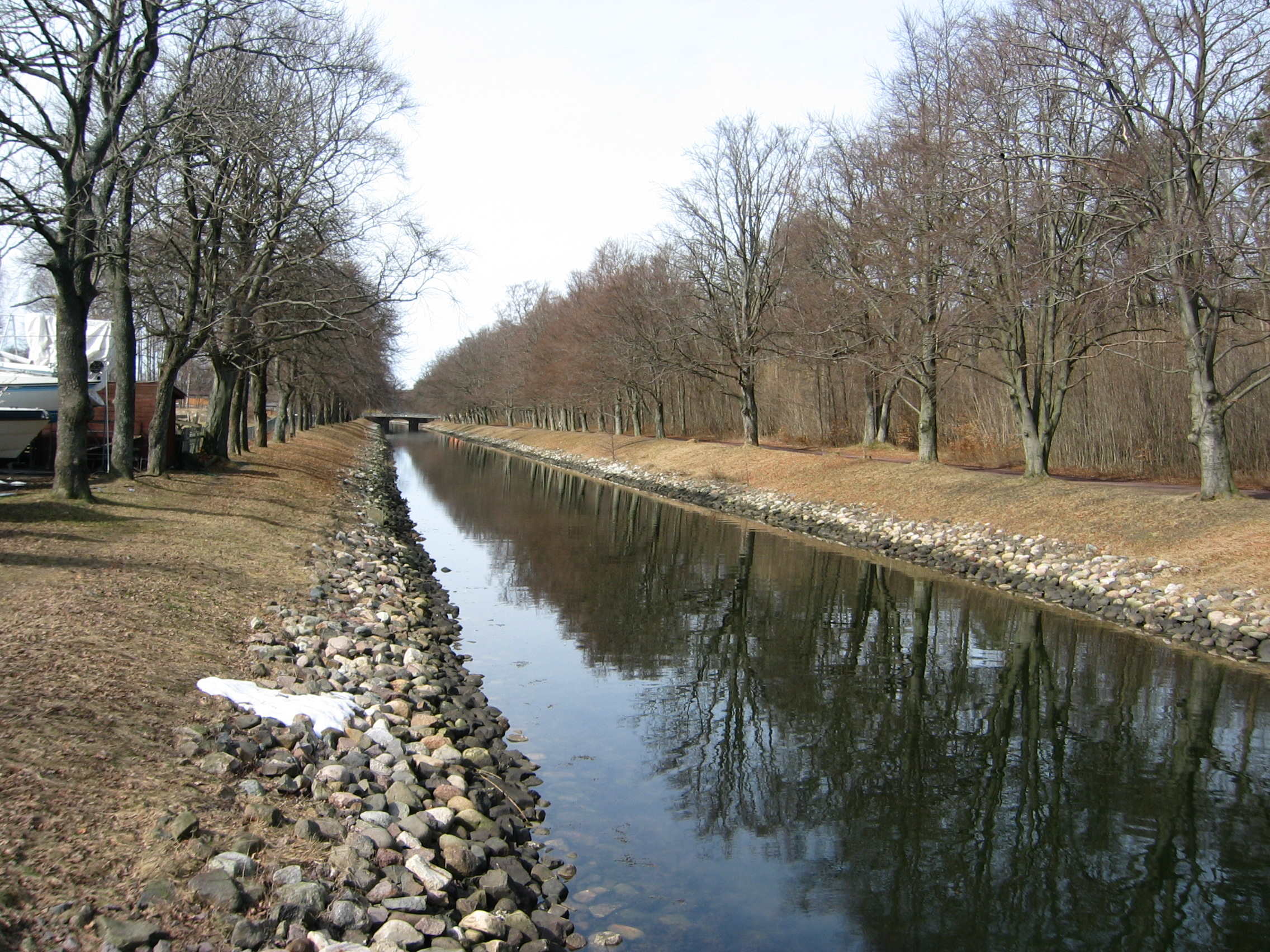
Canal en la ciudad de Horten (Noruega).

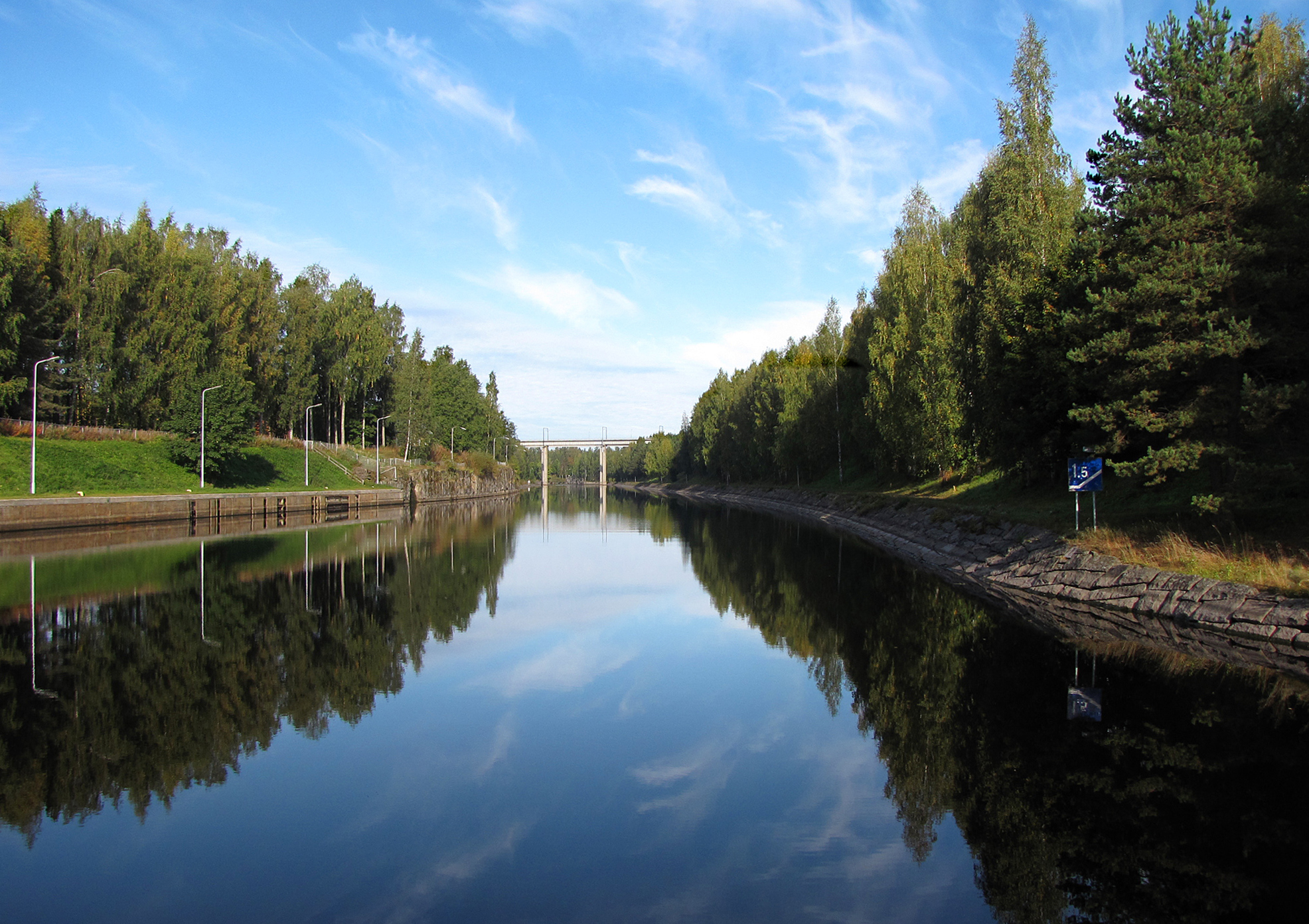
Canal de Saimaa, un canal de transporte entre Finlandia y Rusia, en Lappeenranta (Finlandia).

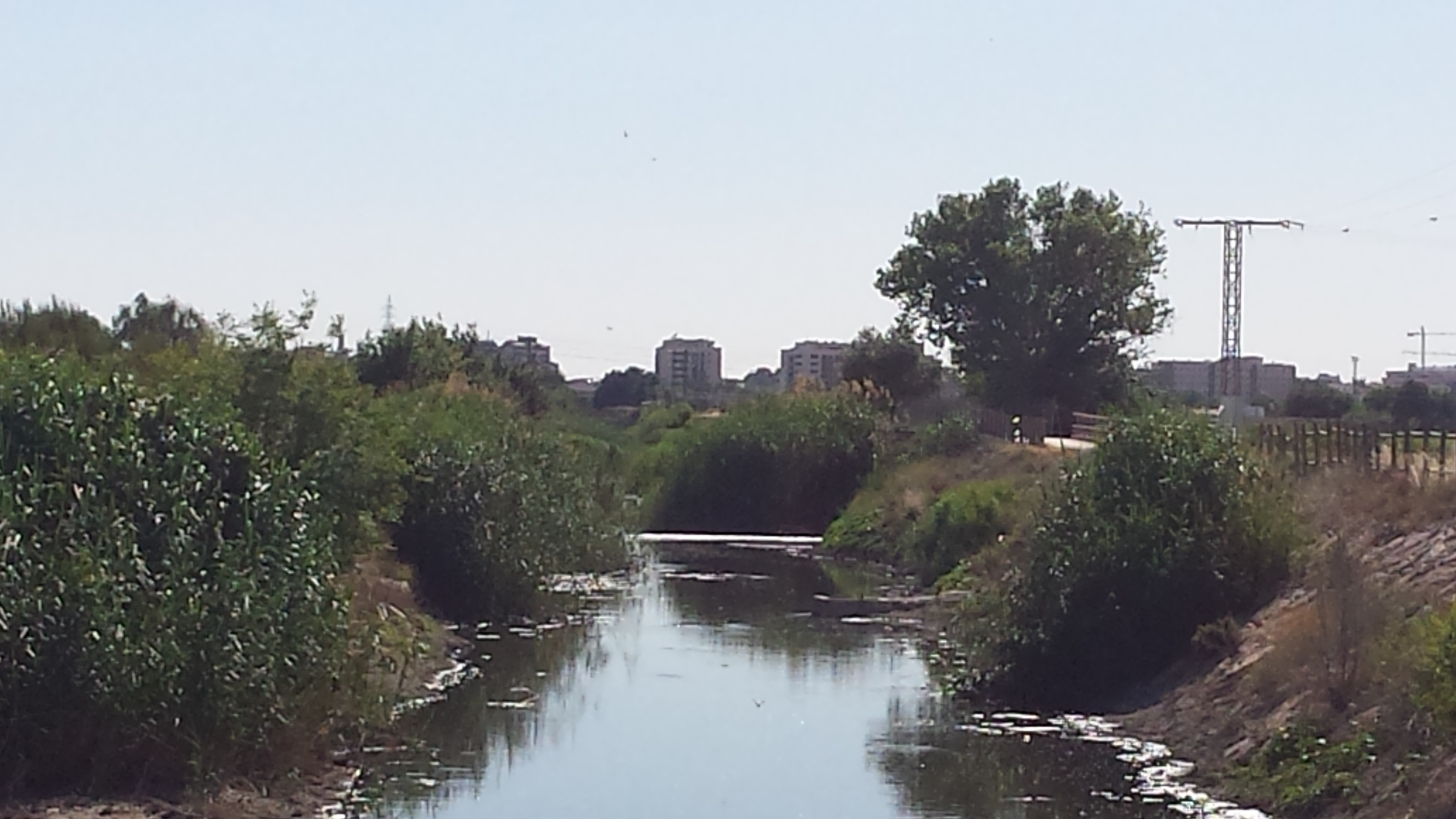
El Canal de María Cristina, en Albacete (España).

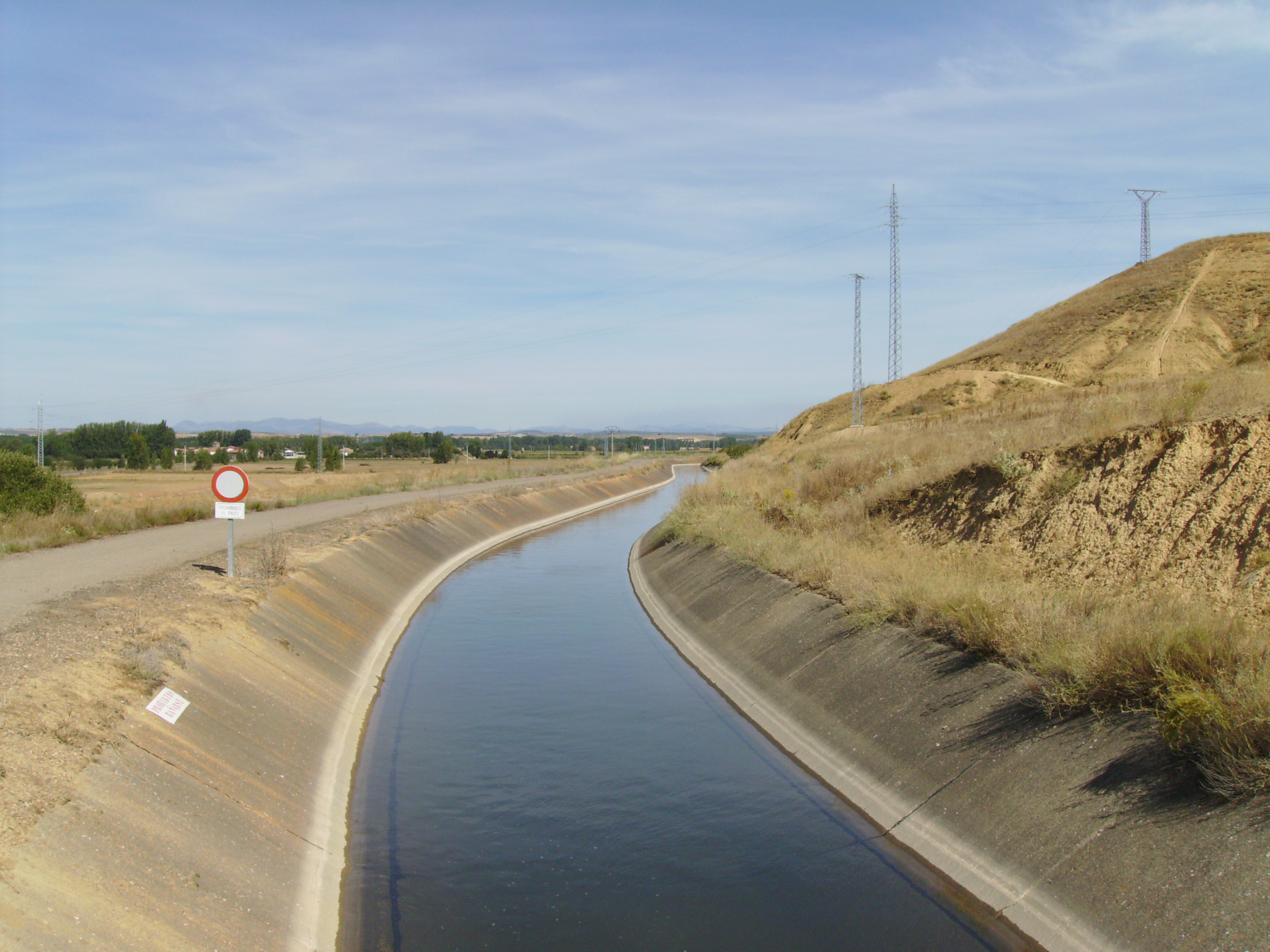
El canal del Porma a su paso por las inmediaciones de la ciudad romana de Lancia, en la provincia de León (España).

En ingeniería se denomina canal a una construcción destinada al transporte de fluidos —generalmente utilizada para agua— y que, a diferencia de las tuberías, está abierta a la atmósfera. También se utilizan como vías artificiales de navegación. La descripción del comportamiento hidráulico de los canales es una parte fundamental de la hidráulica y su diseño pertenece al campo de la ingeniería hidráulica, una de las especialidades de la ingeniería civil e ingeniería agrícola.
Cuando un fluido es transportado por una tubería parcialmente llena, se dice que cuenta con una cara a la atmósfera, por lo que se comporta como un canal.

## Historia

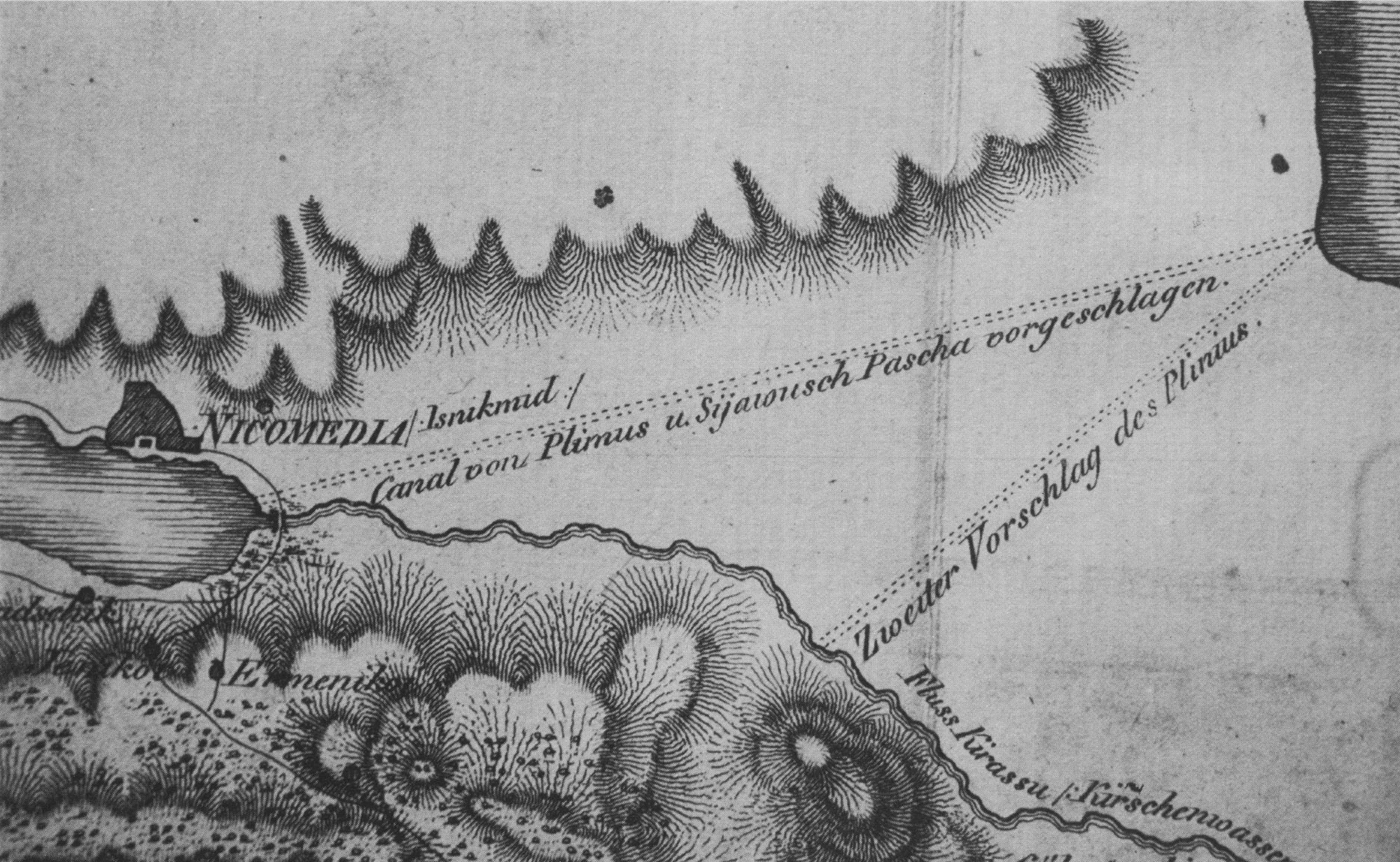
Canal propuesto por Plinio el Joven en el Golfo de Nicomedia.

El conocimiento empírico del funcionamiento de los canales se remonta a varios milenios. En la antigua Mesopotamia se usaban canales de riego, en la Roma Imperial se abastecían de agua a través de canales construidos sobre inmensos acueductos, y los habitantes del antiguo Perú construyeron en algunos lugares de los Andes canales que aún funcionan; claro es el ejemplo de los canales de Cumbe Mayo, el centro hidráulico más importante de los Andes. El conocimiento y estudio sistemático de los canales se remonta al siglo XVIII, con Chézy, Bazin y otros.
Heródoto cuenta que los cnidios, pueblos de la Caria, en Asia menor, emprendieron cortar el istmo que une la isla de Cnido al continente, pero abandonaron este trabajo por mandato de un oráculo.

### Importancia
El Canal de Castilla en Castilla y León , España, tiene 207 kilómetros, atravesando 38 municipios, inicialmente para transportar trigo, ahora se utiliza para riego.
Históricamente, los canales fueron de inmensa importancia para el comercio y el desarrollo, crecimiento y vitalidad de una civilización. En 1855, el Canal de Lehigh transportaba más de 1,2 millones de toneladas de carbón antracita; en la década de 1930, la empresa que lo construyó y operó durante más de un siglo lo desconectó. Los pocos canales todavía en funcionamiento en nuestra era moderna son una fracción de la cantidad que alguna vez impulsaron y permitieron el crecimiento económico, de hecho fueron prácticamente un requisito previo para una mayor urbanización e industrialización. Porque el movimiento de materias primas a granel como el carbón y los minerales es difícil y marginalmente asequible sin transporte por agua. Estas materias primas impulsaron los desarrollos industriales y la nueva metalurgia resultante de la espiral de creciente mecanización durante los siglos XVII y XX, que condujo a nuevas disciplinas de investigación, nuevas industrias y economías de escala, elevando el nivel de vida de cualquier sociedad industrializada.

### Antiguo Egipto
Varios reyes de Egipto intentaron unir el mar Rojo con el Mediterráneo. Soliman II, emperador de los turcos, empleó sin ningún efecto más de cincuenta mil hombres para restablecer este canal, que había desaparecido debajo de la arena.
Los egipcios fueron, sin duda, también uno de los primeros pueblos que se sirvieron de canales para fertilizar los campos con las aguas del Nilo y, cuando las tierras se hallaban demasiado altas, empleaban máquinas para elevar el agua a la altura necesaria. La mayoría de estas se dice que las inventó Arquímedes en su viaje a Egipto. Algunos suponen que la mayor parte de las bocas del Nilo fueron canales abiertos por la mano del hombre. Aristóteles decía que el brazo canópico era el único natural, mientras que Heródoto supone que solo el bolvítico y el bucólico eran artificiales.
Sesostris I y sus sucesores intentaron poner en comunicación el Nilo con el mar Rojo, en cuya empresa perecieron, durante el reinado de Neco II, unos ciento veinte mil hombres. El proyecto se abandonó por la predicción de un oráculo que manifestó que por ese medio se abriría, quizá, un pasaje a los bárbaros. Más adelante continuó Darío este mismo canal que, según Heródoto, tenía ya cuatro días de navegación, al paso que Diodoro dice que este Príncipe no hizo más que construir una parte de él, dejando lo demás imperfecto por haberle demostrado que el mar Rojo estaba más alto que Egipto y que si cortaba el istmo inundaría todo aquel país, lo mismo que con poca diferencia refieren otros autores.
Había en Egipto otros canales, pero estos servían más para el riego que para la navegación. El mayor de todos fue el que Moeris hizo construir para conducir las aguas del Nilo al gran lago que había mandado hacer. Se asegura que este canal tenía ochenta estadios de largo y trescientos pies de ancho, y cuya entrada podía abrirse y cerrarse según convenía. El canal que el califa Omar hizo construir para trasportar a Medina los granos de Alejandría, creen algunos que fue siguiendo las huellas del antiguo.

### Mesopotamia y Antigua Grecia
Los célebres ríos de Asia, el Éufrates y el Tigris, estaban en comunicación por medio de un canal que algunos creen obra de Nabucodonosor; y otro canal, que unía el Tigris con el Euleo, sirvió bastante a Alejandro en sus conquistas.
Los griegos y romanos proyectaron abrir un canal cortando el istmo de Corinto, que unía las regiones de Acaya y Morea, a fin de poder pasar del mar Jónico al Archipiélago. Este istmo apenas tiene más de dos leguas y tallándolo ahorraban a las embarcaciones una vuelta de ciento sesenta leguas alrededor de la península del Peloponeso y doblar un cabo muy peligroso por sus muchos escollos. El tirano Periandro de Corinto fue el primero que pensó en este proyecto cinco o seis años antes de la era cristiana. Demetrio Poliorcetes, rey de Macedonia, tres siglos después ensayó hacer una isla del Peloponeso, empresa que abandonó más adelante. Julio César, Cayo Calígula, Nerón y en fin Herodes Ático procuraron entorpecer o frustrar esta tentativa. Tantas dificultades, muchas de ellas insuperables, dieron lugar a este proverbio latino: Isthmum fodere. El canal de Corinto sería finalmente abierto mucho más adelante, con las obras desarrollándose entre 1881 y 1893.
Heródoto dice que Jerjes, en su expedición contra Grecia, hizo abrir un canal —el canal de Jerjes— y cortar el istmo que unía la península del monte Athos con el continente para evitar navegar un tramo de mar en el que se había perdido algunos años atrás una de sus flotas. Según lo que dice Estrabón en el libro X, la península de Leucadia, situada en el mar Jónico, célebre por la roca desde donde se precipitaban al mar los amantes desgraciados, estaba unida al continente antes de que una colonia de corintios hubiese tallado el istmo.

### Antigua Roma

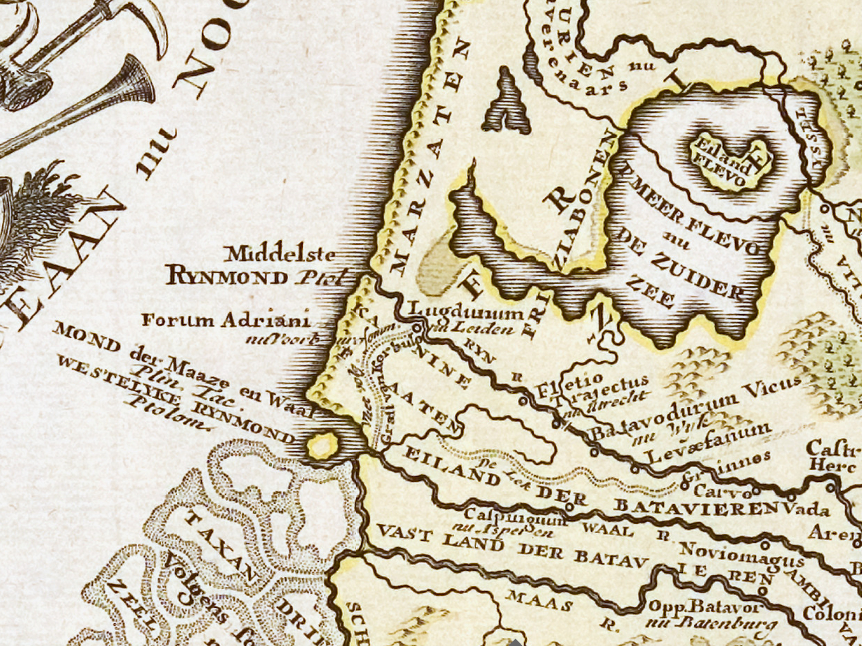
Mapa del canal Corbulo, copia del de la Antigua Roma.

Plutarco refiere que no pudiendo Mario, acampado cerca el Ródano, proveer su ejército por las embocaduras de este río, que estaban llenas de arena, hizo abrir un canal de cerca ocho leguas entre el mar y aquel río, por cuyo medio conducía fácilmente los víveres que necesitaba. Queriendo Druso Nerón conducir con más prontitud su ejército contra los caucos y frisios, puso en comunicación por los años 712 de Roma el Rhin con el Isel por medio de un canal, del que se sirvió después Germánico en el año 16 de nuestra era. Tácito nos dice que precisado Corbulon por las órdenes de Claudio a interrumpir su expedición contra los chancos y no queriendo dejar ocioso su ejército, hizo un canal de unas 22 millas de largo, por el que puso en comunicación el río Mosa con el Rhin.
Los romanos, no menos que los egipcios y los pueblos del Asia, a pesar de que la construcción de sus principales canales fue obra de su genio guerrero para facilitar los trasportes y hacer las marchas con más prontitud, no descuidaron por esto los canales de riego, tan interesantes para el pueblo agricultor. Así es que Catón y la mayoría de los escritores antiguos consideran como la más rica de las posesiones un campo que se pueda regar, solum irrigunm. Cicerón considera, con razón, el riego de los campos como la causa principal de su fertilidad y le recomienda muy particularmente: acide ductus aquarum, derivationes fluminum, agrorum irrigationes. Vitrubio habla de la construcción de estos canales con mucha extensión, etc.

### China
Los chinos han aventajado a los griegos, a los romanos y, en una palabra, a todos los pueblos en la construcción de canales. Según todas las noticias que tenemos de este pueblo, se ocuparon ya desde la más remota antigüedad en la conducción y distribución de las aguas. El canal más célebre de China es el Yun-leang o canal real, que emprendió en el año 1289 el emperador Chi-tsou, jefe de la dinastía Fuen, el primero de los emperadores tártaros-mogoles que reinaron en la China. Corre el espacio de unas 140 leguas.

### SigloXIX

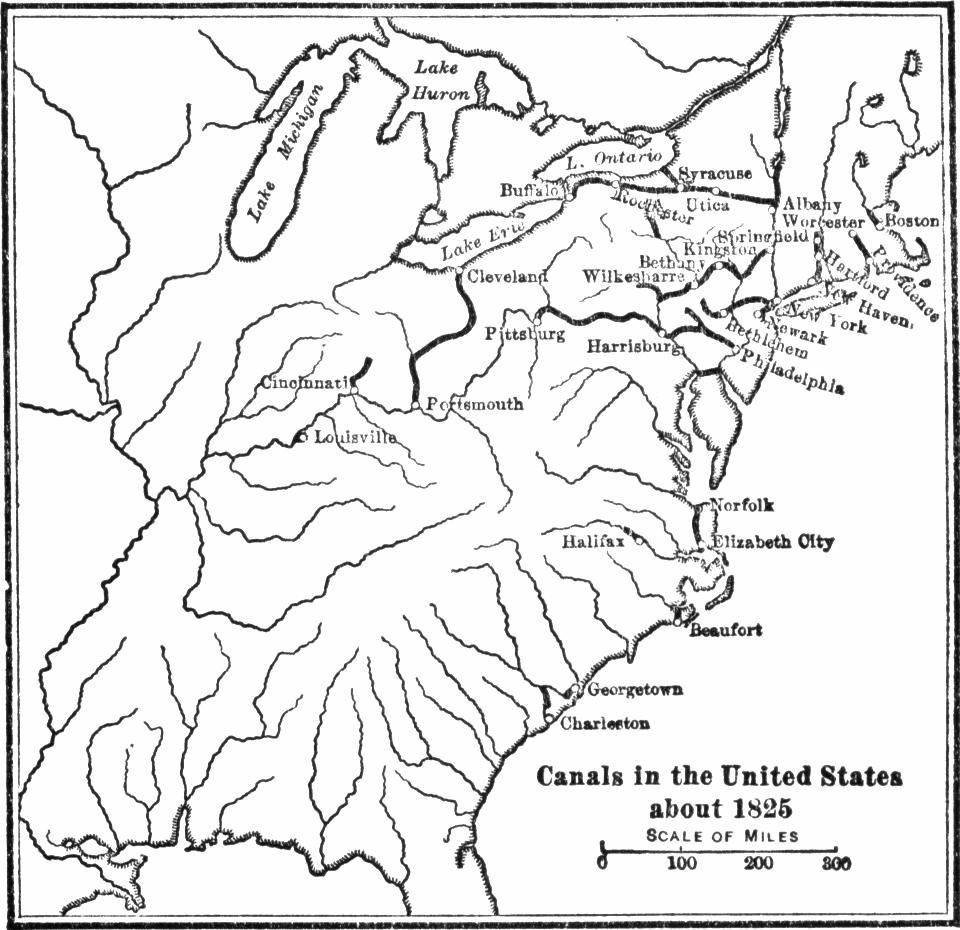
Canales norteamericanos hacia 1825.

La competencia, de los ferrocarriles de la década de 1830 y las carreteras del siglo XX, hizo que los canales más pequeños fueran obsoletos para la mayoría del transporte comercial, y muchos de los canales británicos cayeron en ruinas. Solo el Canal Manchester Ship y el canal Aire y Calder no siguieron esta tendencia. Sin embargo, en otros países, los canales aumentaron de tamaño a medida que mejoraron las técnicas de construcción. Durante el siglo XIX en los Estados Unidos, la longitud de los canales aumentó de 160 km a más de 6.800 km, con una compleja red que hacía navegables los Grandes Lagos, junto con Canadá, aunque algunos canales fueron posteriormente drenados y utilizados para cobrar derechos de paso ferroviarios.
En los Estados Unidos, los canales navegables llegaron a áreas aisladas y las pusieron en contacto con el mundo más allá. En 1825, el Canal Erie, de 600 km de largo con 36 esclusas, abrió una conexión desde el noreste poblado hasta los Grandes Lagos. Los colonos inundaron las regiones atendidas por tales canales, ya que el acceso a los mercados estaba disponible. El Canal Erie (así como otros canales) fue fundamental para reducir las diferencias en los precios de los productos básicos entre estos diversos mercados en todo Estados Unidos. Los canales provocaron una convergencia de precios entre diferentes regiones debido a la reducción de los costos de transporte, lo que permitió a los estadounidenses enviar y comprar bienes desde distancias más lejanas mucho más baratos. Ohio construyó muchas millas de canales, Indiana tuvo canales en funcionamiento durante algunas décadas, y el canal de Illinois y Míchigan conectó los Grandes Lagos con el sistema del río Misisipi hasta que fue reemplazado por un canal fluvial canalizado.

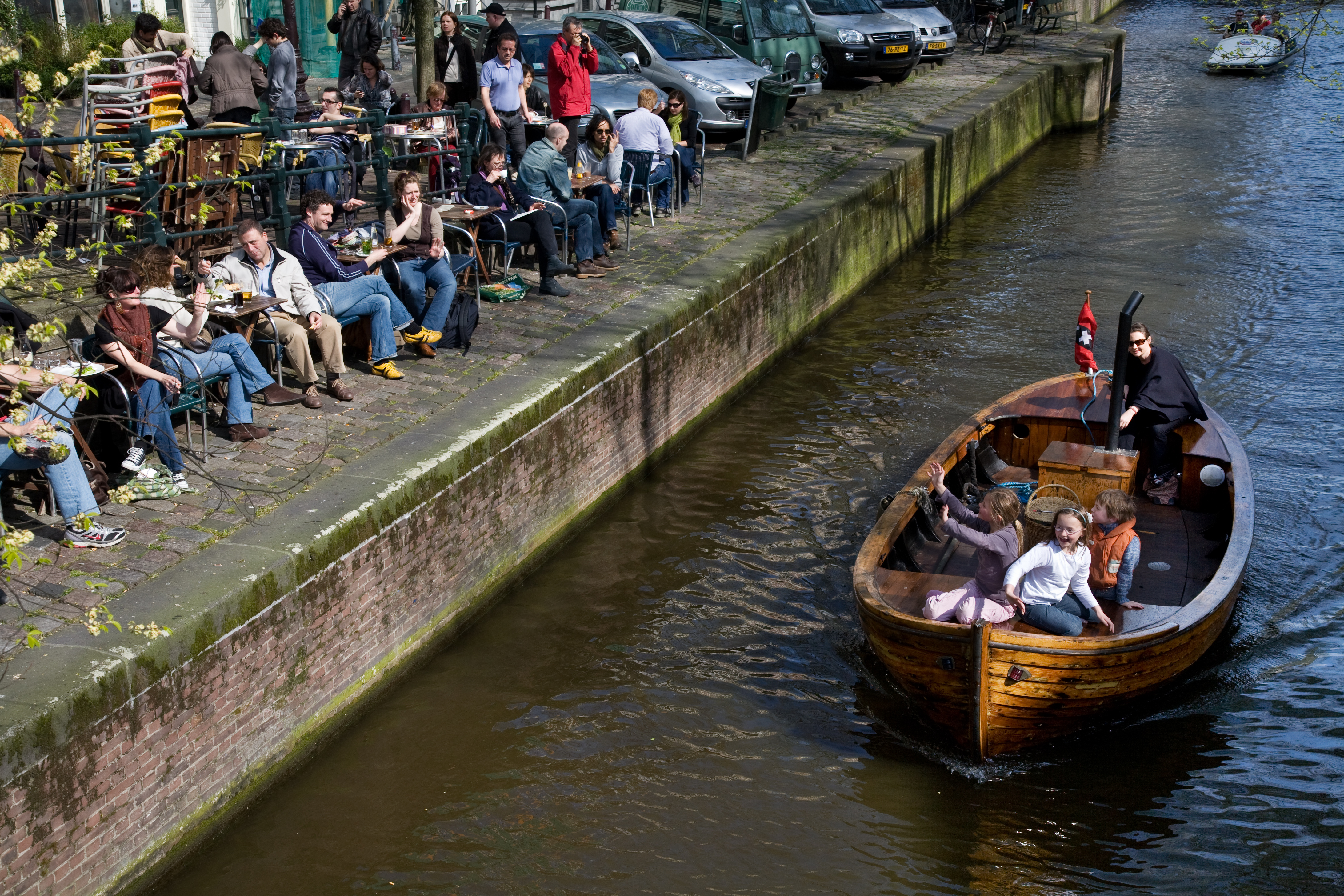
Una familia navega por uno de los canales de Ámsterdam.

En lo que hoy es Canadá se construyeron tres canales importantes con propósitos muy diferentes. El primero fue el canal Welland, que se abrió en 1829 entre el lago Ontario y el lago Erie, sin pasar por las cataratas del Niágara y el canal Lachine (1825), que permitía a los barcos bordear los rápidos casi intransitables del río San Lorenzo en Montreal, se construyó para el comercio. El Canal Rideau, terminado en 1832, conecta Ottawa en el río Ottawa con Kingston, Ontario en el lago Ontario. El Canal Rideau fue construido como resultado de la Guerra de 1812 para proporcionar transporte militar entre las colonias británicas de Alto Canadá y Bajo Canadá como alternativa aparte del río San Lorenzo, que era susceptible al bloqueo de Estados Unidos.

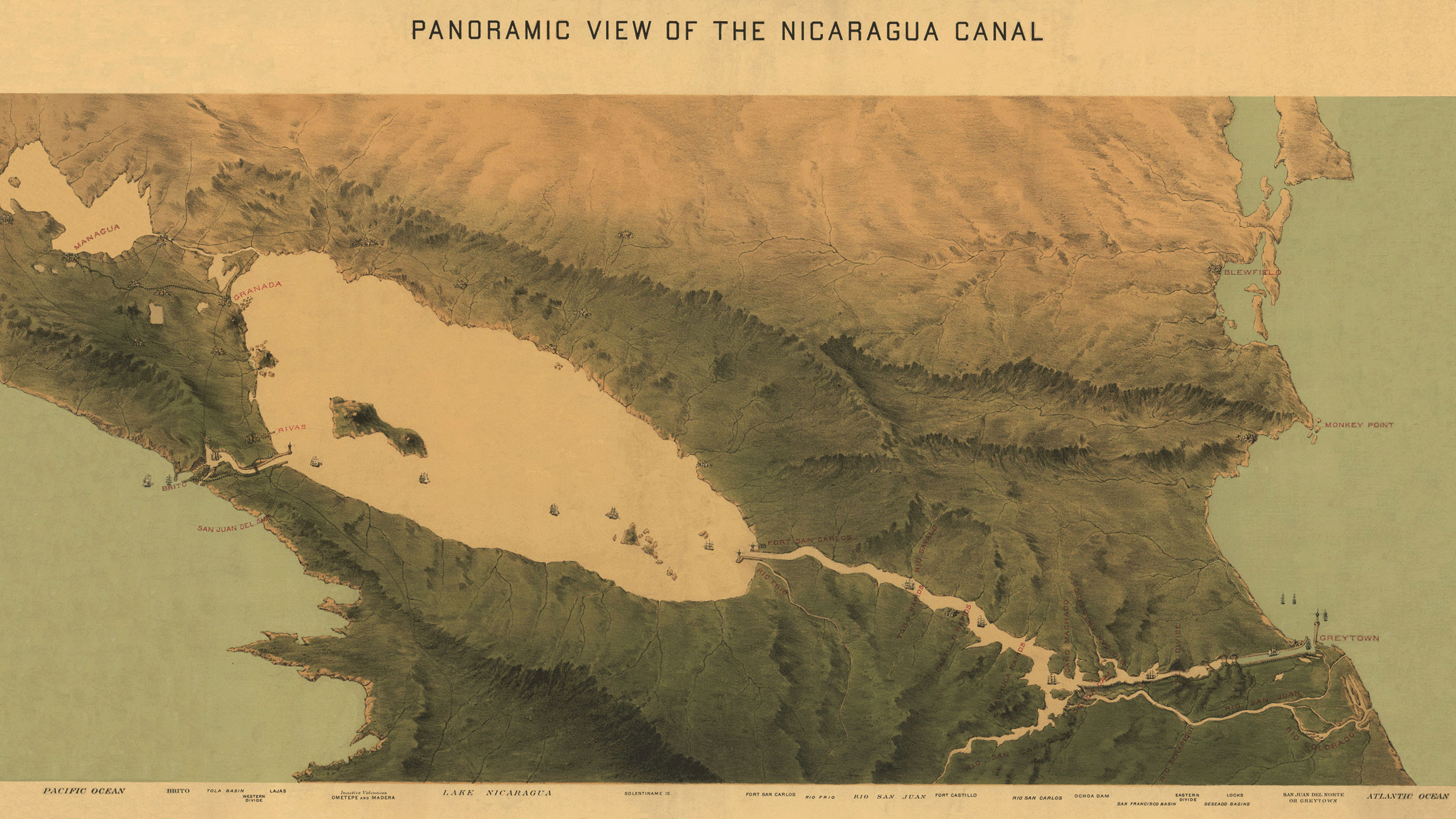
Una propuesta para el Canal de Nicaragua, alrededor de 1870.

En Francia, la conexión estable de todos los sistemas fluviales (Rin, Ródano, Saona y Sena) y el Mar del Norte se vio impulsada en 1879 por el establecimiento del ancho de vía Freycinet, que especificaba el tamaño mínimo de las esclusas. El tráfico del canal se duplicó en las primeras décadas del siglo XX.
Muchos canales marinos notables se completaron en este período, comenzando con el Canal de Suez (1869), que transporta un tonelaje muchas veces mayor que el de la mayoría de los otros canales, y el Canal de Kiel (1897), aunque el Canal de Panamá no se abrió hasta 1914.
En el siglo XIX, se construyeron varios canales en Japón, incluido el canal Biwako y el canal Tone. Estos canales se construyeron parcialmente con la ayuda de ingenieros de los Países Bajos y otros países. 
Una cuestión importante era cómo conectar el Atlántico y el Pacífico con un canal a través de la estrecha Centroamérica. (El Ferrocarril de Panamá se inauguró en 1855.) La propuesta original era un canal a nivel del mar a través de lo que hoy es Nicaragua, aprovechando el lago relativamente grande de Nicaragua. Este canal nunca se ha construido en parte debido a la inestabilidad política, que asustó a los posibles inversores. Sigue siendo un proyecto activo (la geografía no ha cambiado), y en la década de 2010 se estaba desarrollando la participación china.
La segunda opción para un canal centroamericano fue un canal de Panamá. La empresa De Lessups, que dirigía el Canal de Suez, intentó por primera vez construir un Canal de Panamá en la década de 1880. La dificultad del terreno y la climatología (lluvia) provocó la quiebra de la empresa. La alta mortalidad de los trabajadores por enfermedad también desalentó la inversión adicional en el proyecto. Los equipos de excavación abandonados de DeLessup se sientan, máquinas en descomposición aisladas, hoy atracciones turísticas.
Veinte años después, unos Estados Unidos expansionistas, que acababan de adquirir colonias tras derrotar a España en la guerra hispanoamericana de 1898, y cuya Armada cobró mayor importancia, decidieron reactivar el proyecto. Estados Unidos y Colombia no llegaron a un acuerdo sobre los términos de un tratado del canal. Panamá, que no tenía (y aún no tiene) conexión terrestre con el resto de Colombia, ya pensaba en la independencia. En 1903 los Estados Unidos, con el apoyo de los panameños que esperaban que el canal proporcionara salarios, ingresos y mercados sustanciales para los bienes y servicios locales para transformar el país, quitar la provincia de Panamá de Colombia y establecer una república títere (Panamá). Su moneda, el balboa, un nombre que sugiere que el país comenzó como una forma de ir de un hemisferio al otro, era una réplica del dólar estadounidense. El dólar estadounidense era y sigue siendo moneda de curso legal (utilizado como moneda). Una zona militar estadounidense, la Zona del Canal, 16 km de ancho, con militares estadounidenses estacionados allí (bases, 2 estaciones de televisión, canales 8 y 10, Pxs, una escuela secundaria al estilo estadounidense), dividió Panamá por la mitad. Se construyó el Canal, un importante proyecto de ingeniería. Estados Unidos no sintió que las condiciones fueran lo suficientemente estables para retirarse hasta 1979. La retirada de Panamá contribuyó a la derrota del presidente Jimmy Carter en 1980.

### Los canales sobrevivientes
Incluyendo la mayoría de los canales para barcos, hoy en día prestan servicios principalmente a las industrias de transporte de carga a granel y grandes barcos, mientras que las vías navegables interiores más pequeñas, que alguna vez fueron críticas, concebidas y diseñadas como canales para barcos y barcazas, han sido reemplazadas y rellenadas, abandonadas y dejadas para deteriorarse o mantenidas en servicio y atendido por empleados estatales, donde se mantienen presas y esclusas para el control de inundaciones o la navegación de recreo. Su reemplazo fue gradual, comenzando primero en los Estados Unidos a mediados de la década de 1850, donde el transporte por canal se incrementó por primera vez, luego comenzó a ser reemplazado por el uso de ferrocarriles mucho más rápidos, menos restringidos y limitados geográficamente, y generalmente más baratos.
A principios de la década de 1880, los canales que tenían poca capacidad para competir económicamente con el transporte ferroviario estaban fuera del mapa. En las siguientes dos décadas, se redujo cada vez más el uso de carbón como combustible de calefacción preferido por el petróleo, y el crecimiento de los envíos de carbón se estabilizó. Más tarde, después de la Primera Guerra Mundial, cuando los camiones cobraron vida, los últimos canales pequeños de barcazas de Estados Unidos vieron una disminución constante en toneladas-millas de carga junto con muchos ferrocarriles, la flexibilidad y la capacidad de subir pendientes pronunciadas de los camiones que se hacen cargo del transporte de carga cada vez más como carretera. se mejoraron las redes, y que también tenían la libertad de hacer entregas bien lejos de las vías ferroviarias o zanjas en la tierra que no podían funcionar en el invierno.
El canal más largo que existe en la actualidad, el Gran Canal en el norte de China, todavía se utiliza mucho, especialmente en la parte al sur del río Amarillo. Se extiende desde Beijing hasta Hangzhou por 1.794 kilómetros.

## Clasificación de canales

### Canales naturales
Se denomina canal natural a las depresiones naturales en la corteza terrestre, algunos tienen poca profundidad y otros son más profundos, según se encuentren en la montaña o en la planicie. Algunos canales permiten la navegación, generalmente sin necesidad de dragado.
Los canales naturales influyen todos los tipos de agua que existen de manera natural en la tierra, los cuales varían en tamaño desde pequeños arroyuelos en zonas montañosas hasta quebradas, arroyos, ríos pequeños y grandes, y estuarios de mareas. Las corrientes subterráneas que transportan agua con una superficie libre también son consideradas como canales abiertos naturales. Las propiedades hidráulicas de un canal natural por lo general son muy irregulares.
En algunos casos pueden hacerse suposiciones empíricas razonablemente consistentes en las observaciones y experiencias reales, de modo que las condiciones de flujo en estos canales se vuelvan manejables mediante tratamiento analítico de la hidráulica teórica.

### Canales de riego

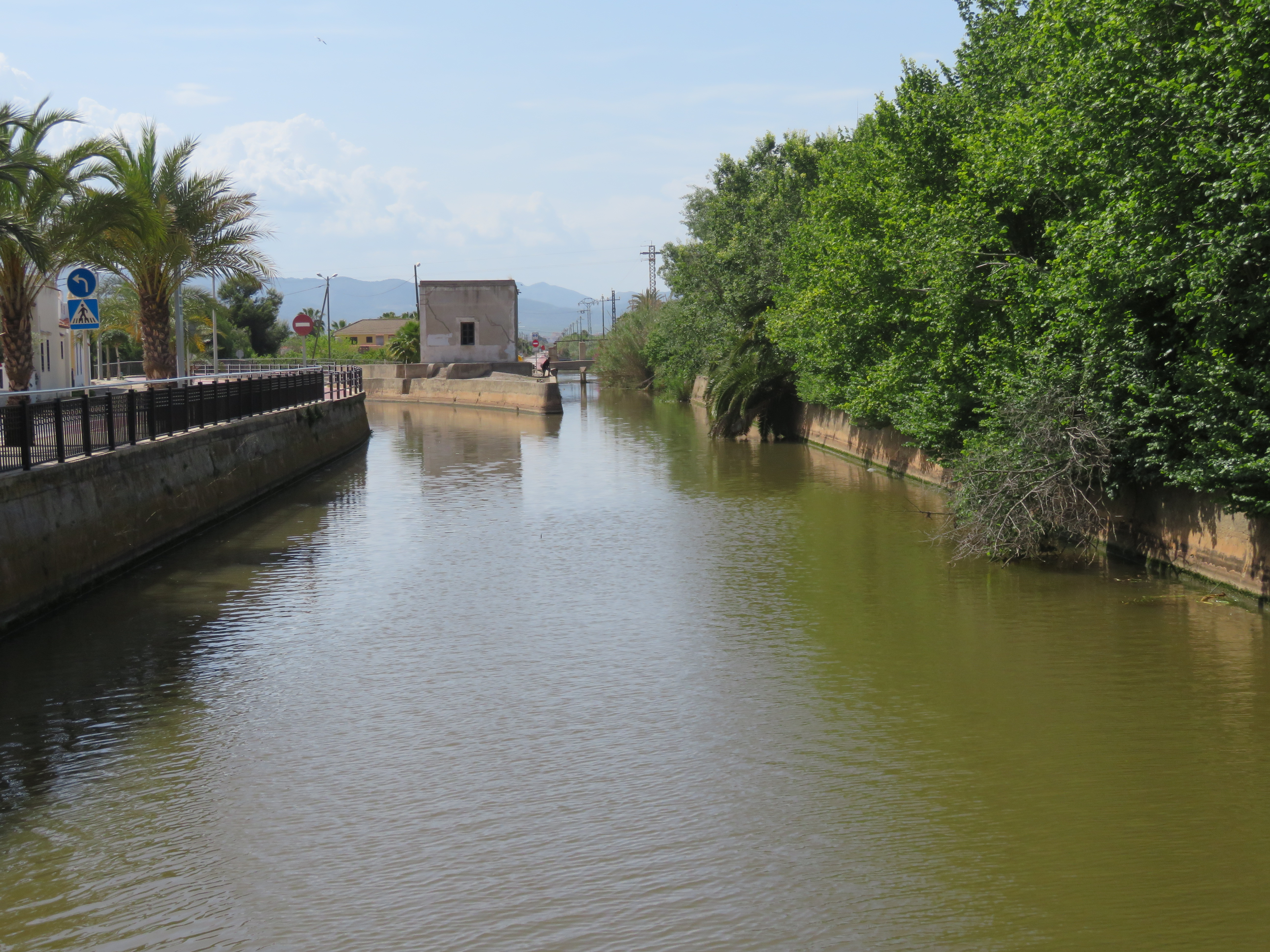
Canal de Nules y acequia El Bras. Marjal de Nules.

Estos son vías construidas para conducir el agua hacia las zonas que requieren complementar el agua precipitada naturalmente sobre el terreno.
A lo largo de un canal de riego se sitúan muchas y variadas estructuras:
- obras de derivación, que se usan para derivar el agua utilizando partidores, desde un canal principal (por ejemplo un canal de riego) a uno secundario, o de este último fin un canal terciario, o desde el terciario hacia el canal de campo y el cañón de boquilla. Generalmente se hacen de hormigón, o con piedra, y están equipadas con compuertas, algunas simples, manuales, y otros que incluso pueden ser controladas por control remoto;
- controles de nivel, a menudo asociados a obras de derivación, se destinan a mantener siempre, en el canal, el nivel de agua dentro de un cierto rango y, especialmente en los puntos terminales, con una inclinación descendente;
- controles de seguridad , deben funcionar de forma automática, para evitar daños en el sistema, si por cualquier razón hubiera una falla de operación Hay básicamente dos tipos de controles de seguridad: los vertederos hidráulicos, y los sifones;
- secciones de aforo, destinadas a medir la cantidad de agua que entra en un determinado canal, según el cual el usuario del agua pagará el servicio. Hay varios tipos de | secciones de aforo, algunas muy sencillas, constan de una regla graduada que lee el operador a intervalos preestablecidos, hasta sistemas complejos, asociados con compuertas autorregulables, que registran el caudal de forma continua y lo transmiten a la central de operación computerizada;
- obras de cruce del canal de riego con otras infraestructuras existentes en el terreno, pertenecientes o no al sistema de riego. Estas a su vez pueden ser de:
  - cruce de canal de riego con un canal de drenaje del mismo sistema de riego;
  - cruce de un dren natural, con el canal de riego, a una cota mayor que este último
  - cruce de canal de riego con una hondonada o valle;
  - cruce de canal de riego con una vía.

### Canales de navegación
Un canal de navegación es un canal especialmente diseñado para acomodar barcos que se utilizan en los océanos, mares o lagos a los que está conectado.
Los canales de navegación para barcos se pueden distinguir de los canales para barcazas, que están destinados a transportar barcazas y otras embarcaciones diseñadas específicamente para la navegación fluvial y / o por canales. Debido a las limitaciones de acomodar embarcaciones capaces de navegar grandes masas de agua abierta, un canal de barco ofrece típicamente aguas más profundas y espacios libres para puentes más altos que un canal de barcazas con limitaciones similares de longitud y ancho de embarcación.
Los canales para barcos pueden construirse especialmente desde el principio para acomodar a los barcos, o con menos frecuencia pueden ser canales de barcazas agrandados o ríos canalizados. No hay dimensiones mínimas específicas para los canales de los barcos, y el tamaño depende en gran medida del tamaño de los barcos en uso en las cercanías en el momento de la construcción o ampliación.
Los canales de navegación pueden construirse por varias razones, que incluyen:
1. Para crear un atajo y evitar largos desvíos.
2. Crear un enlace de navegación navegable entre dos mares o lagos sin litoral.
3. Proporcionar a las ciudades del interior un enlace de envío directo al mar.
4. Proporcionar una alternativa económica a otras opciones.

## Elementos geométricos de la sección del canal
Los elementos geométricos son propiedades de una sección del canal, que puede ser definida enteramente por la geometría de la sección y la profundidad del flujo. Estos elementos son muy importantes para los cálculos del escurrimiento.
- Profundidad del flujo, calado o tirante: la profundidad del flujo (h) es la distancia vertical del punto más bajo de la sección del canal a la superficie libre.
- Ancho superior: el ancho superior (T) es el ancho de la sección del canal en la superficie libre.
- Área mojada: el área mojada (A) es el área de la sección transversal del flujo normal a la dirección del flujo.
- Perímetro mojado: el perímetro mojado (P) es la longitud de la línea de la intersección de la superficie mojada del canal con la sección transversal normal a la dirección del flujo.
- Radio hidráulico: el radio hidráulico (R) es la relación entre el área mojada y el perímetro mojado, se expresa como: R = A / P
- Profundidad hidráulica: la profundidad hidráulica (D) es la relación del área mojada con el ancho superior, se expresa como: D = A / T
- Factor de la sección: el factor de la sección (Z), para cálculos de escurrimiento o flujo crítico es el producto del área mojada con la raíz cuadrada de la profundidad hidráulica, se expresa como: Z = A. SQRT (D)

El factor de la sección, para cálculos de escurrimiento uniforme es el producto del área mojada con la potencia 2/3 del radio hidráulico, se expresa como: A. R^(2/3)

## Características geométricas e hidráulicas de un canal
Las características geométricas son la forma de la sección transversal, sus dimensiones y la pendiente longitudinal del fondo del canal.
Las características hidráulicas son la profundidad del agua (h, en m), el perímetro mojado (P, en m), el área mojada (A, en m²) y el radio hidráulico (R, en m), todas función de la forma del canal. También son relevantes la rugosidad de las paredes del canal, que es función del material en que ha sido construido, del uso que se le ha dado y del mantenimiento, y la pendiente de la línea de agua, que puede o no ser paralela a la pendiente del fondo del canal.
El radio hidráulico se define como:
{\displaystyle \ R=A/P}
donde {\displaystyle A} y {\displaystyle P} son el área y el perímetro mojado.

## Tipos de flujo en un canal

### Flujo permanente
Un flujo permanente es aquel en el que las propiedades fluidas permanecen constantes en el tiempo, aunque pueden no ser constantes en el espacio.
Las características del flujo, como son: velocidad (V), caudal (Q), y calado (h), son independientes del tiempo, si bien pueden variar a lo largo del canal. Siendo x la abscisa de una sección genérica (un tramo del canal), se tiene que:
V = fv(x)
Q = fq(x)
h = fh(x)

### Flujo transitorio o no permanente
Un flujo transitorio presenta cambios en sus características a lo largo del tiempo para el cual se analiza el comportamiento del canal. Las características del flujo son función del tiempo. En este caso, se tiene que:
V = fv(x, t)
Q = fq(x, t)
h = fh(x, t)
Las situaciones de transitoriedad se pueden dar tanto en el flujo subcrítico como en el supercrítico.

### Flujo uniforme
Es el flujo que se da en un canal recto, con sección y pendiente constante, a una distancia considerable (20 a 30 veces la profundidad del agua en el canal) de un punto singular, es decir, un punto donde hay una mudanza de sección transversal ya sea de forma o de rugosidad, un cambio de pendiente o una variación en el caudal. En el tramo considerado, las funciones arriba mencionadas asumen la forma:
V = fv(x) = Constante
Q = fq(x) = Constante
h = fh(x) = Constante

### Flujo variado
El flujo es variado si la profundidad de flujo cambia a lo largo del canal. El flujo variado puede ser permanente o no permanente. Debido a que el flujo uniforme no permanente es poco frecuente, el término “flujo no permanente” se utilizará de aquí para adelante para designar exclusivamente el flujo variado no permanente.
El flujo variado puede clasificarse, además, como rápidamente variado o gradualmente variado. El flujo es rápidamente variado si la profundidad del agua cambia de manera abrupta en distancias comparativamente cortas; de otro modo, es gradualmente variado. Un flujo rápidamente variado también se conoce como fenómeno local; algunos ejemplos son el resalto hidráulico y la caída hidráulica.

### Flujo crítico
El flujo crítico se da cuando el número de Froude es igual a 1 o cuando la velocidad es igual que la raíz cuadrada de la gravedad por la profundidad.

### Flujo subcrítico
En el caso de flujo subcrítico, también denominado flujo lento, el nivel efectivo del agua en una sección determinada está condicionado al nivel de la sección aguas abajo.

### Flujo supercrítico
En el caso de flujo supercrítico, también denominado flujo veloz, el nivel del agua efectivo en una sección determinada está condicionado a la condición de contorno situada aguas arriba.

## Barcos

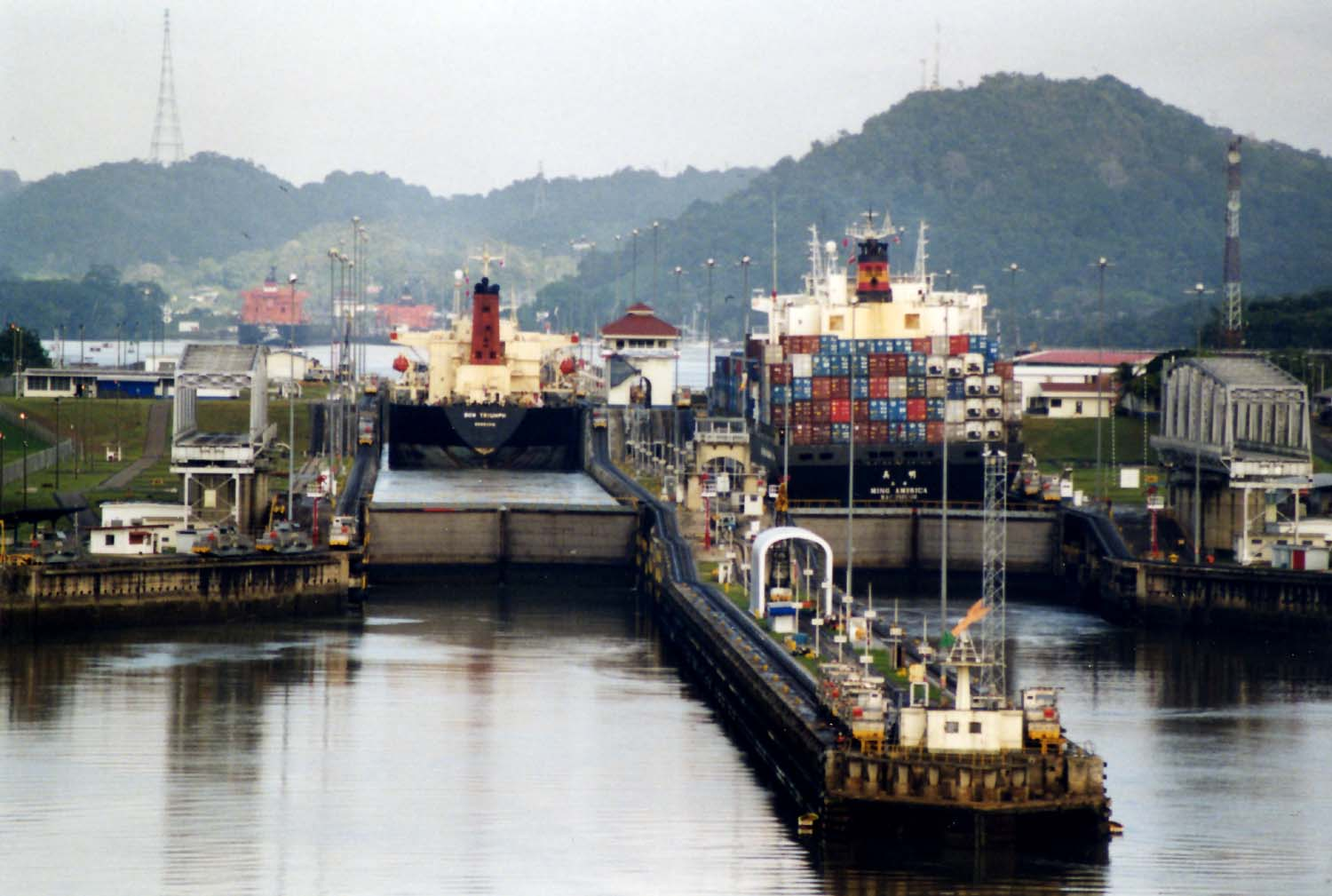
Dos barcos Panamax en las Esclusas de Miraflores en el Canal de Panamá, Panamá.

Los canales interiores a menudo han tenido barcos construidos específicamente para ellos. Un ejemplo de esto es el denominado barco estrecho británico, que mide hasta 72 pies (21,95 m) de largo y 7 pies (2,13 m) de ancho y fue construido principalmente para los canales británicos de Midland. En este caso, el factor limitante era el tamaño de las esclusas. Este es también el factor limitante en el canal de Panamá, donde los barcos Panamax estaban limitados a una eslora de 289,56 m (950 pies) y una manga de 32,31 m (106 pies) hasta el 26 de junio de 2016, cuando la apertura de esclusas más grandes permitió el paso de nuevos buques Panamax más grandes. Para el Canal de Suez sin esclusas, el factor limitante para los barcos Suezmax es generalmente el calado, que está limitado a 16 m (52,5 pies). En el otro extremo de la escala, los canales para botes de tina o compartimentados como el Canal Budese limitaron las embarcaciones a menos de 10 toneladas en gran parte de su eslora debido a la capacidad de sus planos inclinados o elevadores de embarcaciones. La mayoría de los canales tienen un límite de altura impuesto por puentes o túneles.